# -CHASE- 未解決事件捜査課 〜遠い記憶〜
『-CHASE- 未解決事件捜査課 〜遠い記憶〜』（チェイス みかいけつじけんそうさか 〜とおいきおく〜）は、アークシステムワークスから2016年5月11日に配信開始したニンテンドー3DS用ゲームソフト。

## 概要
『ウィッシュルーム 天使の記憶』『ラストウィンドウ 真夜中の約束』などを手掛けた、元CINGのスタッフである金崎泰輔をゲームデザイン・キャラクターデザインとして迎えている。

## ストーリー
普段から仕事もなく暇を持て余していた東京第三警察署未解決事件捜査課に、一本の電話がかかる。内容は「5年前に緑堂病院でおきた爆発事故は、殺人事件だ」というものだった。二人は当時事故として処理された爆発について、情報の洗い直しを始める。

## 登場人物
七瀬 祥之介（ななせ しょうのすけ）
本作の主人公。東京第三警察署の未解決事件捜査課に所属する刑事。42歳。デスクで煙草を吸いながら、手元でトランプを弄んでいる。基本的にやる気がなく、「さあな」が口癖。
雨倉 香都（あめくら こと）
七瀬と同じく、未解決事件捜査課に所属する刑事。32歳。真面目な性格ゆえ、気まぐれな七瀬に振り回されている。外で聞き込みを行うなどの行動力はあるが、情報の精度は高いとは言えないことを七瀬に指摘される。
三波 辰（みなみ しん）
清掃員。5年前、緑堂病院の清掃員控室で起こった爆発事故により死亡している。享年45歳。
末村 悠斗（すえむら ゆうと）
5年前の爆発事故の原因となったとされる少年。15歳。破損したガスボンベを部屋の隅に隠したと証言している。被害者とは仲が良く、自分のせいで死なせてしまったと心を痛めている。
甲賀 俊吉（こうが しゅんきち）
事故の直前に現場付近の監視カメラに写っていた1人。焼鳥店経営。29歳。当時は清掃員として被害者と一緒に働いていたが、折り合いが悪かった。現場にあったガスボンベとコンロは、甲賀が夜食のために持ち込んだものだったと証言している。
藍川 瞳（あいかわ ひとみ）
事故の直前に現場付近の監視カメラに写っていた1人。緑堂病院小児科の看護師。38歳。被害者とは顔見知り程度だったと証言している。
比沙田 玄二（ひさだ げんじ）
事故の直前に現場付近の監視カメラに写っていた1人。図書館員だが、当時は無職だった。43歳。病院内で道に迷い、現場付近の被害者を目撃したと証言した。